# Rhodacanthis
Rhodacanthis (лат.) — вымерший род воробьиных птиц подсемейства гавайских цветочниц семейства вьюрковых. Все четыре вида были эндемиками Гавайских островов. Представители этого рода были зерноядными птицами, имевшими клювы, приспособленные к раскрыванию плодов и стручков бобовых культур. Два вида, которые вымерли в 1890-х годах, желтоголовая и оранжевогрудая вьюрковые цветочницы, населяли высокогорные мезонные леса острова Гавайи, на котором росло растение коа (Acacia koa). Желтоголовая и оранжевогрудая вьюрковые цветочницы были крупными птицами: первая достигала 19 см (7,5 дюймов), а вторая — 23 см (9,1 дюйма) в длину. Крупный клюв и яркие перья (жёлтые у Rhodacanthis flaviceps и оранжевые у Rhodacanthis palmeri) придали самцам очень выразительный внешний вид. Плоды дерева коа являлись излюбленной пищей птиц рода Rhodacanthis, но допускались и гусеницы, если это было необходимо. Два доисторических вида, Rhodacanthis forfex и Rhodacanthis litotes, являлись жителями низменных тропических лесов и кустарников островов Кауаи, Мауи и Оаху. Предполагалось, что акация коайа являлась важным источником пищи для обоих доисторических видов, так как их ареал не пересекался с деревом коа. Стручки растения каналоа (Kanaloa kahoolawensis) и ягоды аалии (Dodonaea viscosa), вероятно, также были основной пищей доисторических видов в дополнение к гусеницам.

## Виды
- † Rhodacanthis flaviceps Rothschild, 1892 — Желтоголовая вьюрковая цветочница, последние свидетельства датированы 1891 годом
- † Rhodacanthis palmeri Rothschild, 1892 — Оранжевогрудая вьюрковая цветочница, последние свидетельства датированы 1896 годом
- † Rhodacanthis forfex James & Olson, 2005 — Остроклювая вьюрковая цветочница, доисторический вид
- † Rhodacanthis litotes James & Olson, 2005 — Первобытная вьюрковая цветочница, доисторический вид